# Encholirium lymanianum
Encholirium lymanianum är en gräsväxtart som beskrevs av Edmundo Pereira och Gustavo Martinelli. Encholirium lymanianum ingår i släktet Encholirium och familjen Bromeliaceae. Inga underarter finns listade i Catalogue of Life.